# 天皇陛下御即位をお祝いする国民祭典
天皇陛下御即位をお祝いする国民祭典（てんのうへいかごそくいをおいわいするこくみんさいてん）は、2019年（令和元年）11月9日に日本の東京都千代田区にある皇居前広場で開催された、第126代天皇徳仁の即位を祝う祝賀式典である。

## 概要
第126代天皇徳仁（在位: 2019年5月1日 - ）の即位を祝う為に、天皇陛下御即位奉祝委員会、天皇陛下御即位奉祝国会議員連盟および公益財団法人日本文化興隆財団により開催された。
祭典は、内堀通りと皇居外苑で催行された奉祝パレードや奉祝渡御といった「奉祝まつり」と、皇居前広場にて各界の著名人による祝辞や奉祝演奏などが行われた「祝賀式典」の2部で構成された。
「祝賀式典」には各界の著名人の招待者、およびインターネット応募による抽選にて選ばれた一般招待約1万人の計3万人が出席。

### 主催
天皇陛下御即位奉祝委員会、天皇陛下御即位奉祝国会議員連盟、公益財団法人日本文化興隆財団

### 後援
内閣府、総務省、法務省、外務省、財務省、文部科学省、厚生労働省、農林水産省、経済産業省、国土交通省、環境省、防衛省、東京都、千代田区

## 内容
「祝賀式典」の総合演出は黛りんたろうが務めた。「世界の安定と発展、豊かさの源である『水』」が式典全体のテーマ。式典は正門石橋前の特設ステージ上で行われ、天皇徳仁と皇后雅子は正門石橋の上に立ち、皇居前広場に集まった一般参加者は日の丸の小旗と提灯を持って即位を祝った。
式典は俳優の谷原章介と元NHK所属でフリーアナウンサーの有働由美子が司会進行を務めた。また各界を代表して、女優の芦田愛菜、歌舞伎俳優の松本白鸚、日本経済団体連合会名誉会長の御手洗冨士夫、日本オリンピック委員会（JOC）会長の山下泰裕が祝辞を述べた。
また、陸海空自衛隊合同音楽隊、鬼太鼓座、わざおぎなどがそれぞれ演奏を披露。脚本家の岡田恵和作詞、作曲家の菅野よう子作曲による奉祝曲『Ray of Water』が演奏され、オペラ歌手の森谷真理が日本の国歌『君が代』を独唱した。
終盤に「天皇陛下のお言葉」が述べられ、天皇は「祭典の開催に対する感謝の意」と同時に「（直近の）台風19号や全国各地での豪雨といった自然災害の発生による心痛、同災害により死去した犠牲者に対する哀悼、被災者らに対する生活再建の願い」などについても触れた。
その後、出席者一同による「万歳三唱」の連呼で式典は締めくくられた。

### 奉祝曲 組曲『Ray of Water』
奉祝曲 組曲『Ray of Water』（英語発音：レイ・オブ・ウォーター）は全三部で構成する組曲である。テーマは今上天皇の即位以前からの研究分野である「水」、タイトルは「水に差し込むまばゆい光」という意味がある。今上天皇が歌会始で詠んだ和歌や、国際フォーラムでの講演内容が第三楽章の歌詞に織り込まれている。
曲の長さは約13分で、第一楽章はオーケストラ演奏による「海神」（かいしん）、第二楽章はピアニスト辻井伸行のピアノ演奏（オーケストラ協奏）による「虹の子ども」（にじのこども）、第三楽章は男性アイドルグループ嵐の歌唱（オーケストラ伴奏と東京少年少女合唱隊のコーラス）による「Journey to Harmony」（ジャーニー・トゥー・ハーモニー）で構成される。オーケストラの指揮は作曲者の菅野よう子が行った。
なおこの組曲は、陸上自衛隊中部方面音楽隊のアルバム「そして、未来へ」(2020年6月3日発売)に収録されている。
また、辻井のピアノソロ部分は「RAY OF WATER piano solo main theme」として配信限定でリリース（2020年3月12日より）、第三楽章「Journey to Harmony」は嵐のシングル『カイト』〈通常盤〉（2020年7月29日発売）に収録されている。
| #  | タイトル                               | 作詞     | 作曲       | 時間 |
| -- | -------------------------------------- | -------- | ---------- | ---- |
| 1. | 「第一楽章「海神」」(オーケストラ演奏) |          | 菅野よう子 |      |
| 2. | 「第二楽章「虹の子ども」」(ピアノ演奏) |          | 菅野よう子 |      |
| 3. | 「第三楽章「Journey to Harmony」」(歌) | 岡田惠和 | 菅野よう子 | 4:52 |

## プログラム
全体：2019年（令和元年）11月9日 (土曜日) 13時00分～18時40分（計：約5時間40分）

### 第1部・奉祝まつり
皇居外苑と内堀通りにて、13時00分～15時45分に開催。
国民祭典の開始を告げるテープカット
- 俳優藤岡弘、陸上男子100メートル桐生祥秀、フィギュアスケート紀平梨花、体操女子村上茉愛など。

祝賀パレード
音楽隊
- 警視庁音楽隊
- 東京消防庁音楽隊
- 全日本鼓笛バンド・フォームバトン連盟

郷土芸能
- 奥州江刺百鹿大群舞（岩手県）
- 盛岡さんさ踊り（岩手県）
- 秋田竿燈まつり（秋田県）
- 東京高円寺阿波おどり（東京都・徳島県）
- 稚児舞（東京都）
- 東金ばやし（千葉県）日吉神社 (東金市)
- 久喜提燈祭り提灯山車（埼玉県）
- しばた台輪（新潟県）
- 石岡のおまつり（茨城県）
- 輪島キリコ祭り（石川県）
- 能登キリコ祭り（石川県）
- 宇出津あばれ祭り（石川県）
- 鳥取しゃんしゃん傘踊り（鳥取県）
- よさこい鳴子踊り（高知県）
- 鹿島母ヶ浦面浮立（佐賀県）
- 沖縄エイサー（沖縄県）

奉祝神輿渡御
- 日枝神社山車・神輿
- 神田神社山車・神輿
- 赤坂氷川神社山車・神輿
- 浅草神社一之宮神輿
- 大國魂神社神輿
- 渋谷氷川神社神輿
- 江東天祖神社獅子頭神輿
- 居木神社神輿・囃子
- 西五反田氷川神社神輿
- 富岡八幡宮二之宮神輿
- 八丈神社神輿
- 恋ヶ窪熊野神社太鼓
- 小足立八幡神社囃子・伊豆美神社神輿
- 不二流惟神体道会萬歳幡
- 大鳥居神輿
- 相州睦神輿
- 東京共和睦神輿（龍稲深川睦・伍粋會・淺友會・吉川睦・新居浜太鼓祭り東京會・すすきの北祭會他）
- 極神連合鯱睦連合神輿
- 神輿JAPAN神輿（大谷口睦連・葵會・八起會・盟友會・王四睦・武頭會・紫雲・熊友 他）
- 新宿ひぐらし神輿
- 奉祝神輿会神輿
- 川崎道祖神神輿
- 武蔵睦神輿お囃子
- 九十九睦會匝瑳市神輿
- 元禄弥山車
- 萬歳会山車・神輿・囃子・太鼓・踊りなど

### 第2部・祝賀式典
二重橋前特設舞台および皇居前広場にて、17時10分～18時40分に開催。
総合演出：黛りんたろう。
司会：谷原章介、有働由美子。
- オープニング 振れ太鼓 - (鬼太鼓座）
- 開会宣言 - 天皇陛下御即位奉祝国会議員連盟幹事長古屋圭司
- 開会ファンファーレ「雅の鐘」（ジョン・ウィリアムズ作曲） - 海上自衛隊東京音楽隊 隊長 樋口好雄（2等海佐）指揮、陸海空自衛隊合同音楽隊
- 御祝いメッセージ
  - 芦田愛菜
  - 松本白鸚
  - 御手洗富士夫
  - 山下泰裕（阿部詩、瀬戸大也）
- 奉祝演奏
  - 「日本神話の作品」マークエステル作品紹介（古事記朗読 谷原章介、有働由美子）
  - 「鎮まりの一打」鬼太鼓座
  - 「大田楽」九世 野村万蔵、わざおぎ
- 天皇皇后両陛下お出まし
- 主催者式辞 - 天皇陛下御即位奉祝委員会会長三村明夫
- 内閣総理大臣祝辞 - 安倍晋三（18:20）
- 天皇陛下御即位奉祝曲「Ray of Water」（岡田惠和作詞、菅野よう子作曲）[9]（18:21）
  - 第1楽章「海神（かいしん）」 - オーケストラ演奏
  - 第2楽章「虹の子ども」 - 辻井伸行によるピアノ演奏
  - 第3楽章「Journey to Harmony」 - 嵐（男性歌手グループ）による歌唱（18:34 終）
- 国歌独唱 - 森谷真理
- 国歌斉唱 - 会場全員
- 天皇陛下の「お言葉」
- 万歳三唱 - 先導：伊吹文明天皇陛下御即位奉祝国会議員連盟会長
- 天皇皇后両陛下還御
- 閉会宣言

## 中継
NHKの総合テレビジョンとBS4Kでは18:05～18:50に第2部の一部が生中継され、総合テレビでの特別番組は17.0％の平均視聴率を記録した（ビデオリサーチ・関東地区調べ）。
また、ニコニコ生放送にて、第1部・第2部ともに全演目ノーカット生中継された。
その他、AbemaTVなどのインターネットニュースでも第2部を中心に生中継された。